# فواغي بنت صقر القاسمي
الشيخة فواغي القاسمي، شاعرة وناشطة إماراتية في منظمات الدفاع عن حقوق المرأة والطفل وكاتبة مسرحية. ولدت في إمارة الشارقة، وحصلت على ليسانس الآداب في اللغة الإنجليزية والفرنسية. صدر لها العديد من المسرحيات الشعرية أهمها «ملحمة عين اليقين» والتي عرضت على مسرح دار الأوبرا بالقاهرة عام 2002 ونالت استحسان وتقدير جميع من شاهدها خاصة من النقاد والأدباء والمثقفين، وأشاد بها نقاد المسرح المصريين. عرضت لها كذلك مسرحية «الإخطبوط». ومسرحيتان شعريتان لم تجسد على خشبة المسرح بعد هما «أبناء قابيل» و«ليالي».
ولها في مسرح الطفل مسرحيات عديدة أهمها «أنهار الخيال»، «لا لحداثة الغذاء»، «مجاهيل لكن عظماء»، «طهر ونقاء».
وللشاعرة دواوين عدة لم تصدر بعد، ويعتبر ديوان «ألم المسيح ردائي» الديوان الأول الصادر لها عن دار الحضارة العربية للنشر بجمهورية مصر العربية والذي كان ضمن معرض القاهرة الدولي للكتاب عام 2007 ولاقى اهتمام من قبل الصحافة والنقاد أثناء وبعد المعرض، ثم نشرت دار شمس للإعلام والنشر الديوان الثاني «موائد الحنين» وهو خاص بالنصوص النثرية. نشرت الكاتبة نتاجها الأدبي في العديد من المجلات والصحف الورقية والمواقع الإلكترونية، كما ترجمت لها بعض القصائد إلى الإنجليزية والفرنسية، وهي متزوجة من الشيخ خالد بن صقر القاسمي ولي عهد ونائب حاكم رأس الخيمة الأسبق.

## البداية والنشأة
نشأت الكاتبة بين أحضان أسرة عريقة حملت مشاعل الحضارة والتنوير في الخليج العربي والجزيرة العربية في منتصف القرن الماضي، نشأت الشاعرة وترعرعت في كنف والدها، الأمير الشاعر الشيخ صقر بن سلطان القاسمي حاكم إمارة الشارقة السابق بدولة الإمارات العربية المتحدة، أحد أبرز الشعراء في الخليج العربي والجزيرة العربية، كان لهذا الجو الثقافي أثر كبير في صقل موهبتها الأدبية، حتى أضحت خلال زمن قياسي واحدة من أهم شاعرات الخليج العربي والجزيرة العربية. ونشطت للدفاع عن حقوق المراة والفتاة والطفل وترجمت هذا التوجه بإنشاء أول نادٍ للفتيات بإمارتها رأس الخيمة ليكون بيئة حاضنة لأنشطة المرأة والفتاة والطفل والذي سرعان ما تحول إلى قبلة للعلوم والفنون والآداب والرياضة يساندها في ذلك الدعم اللامحدود لزوجها الشيخ خالد بن صقر القاسمي ولي العهد ونائب الحاكم، في احتضان المهرجانات الوطنية والعربية وعلى وجه الدقة كل ما يتعلق بالقضايا العربية وأهمها القضية الفلسطينية ومؤخرا القضية العراقية وما رافقها.

## الأنجازات
حققت من خلال النادي الذي أسسته عدة أنجازات أهمها:

### في مجال الرياضة النسائية
نظرا لتميز النادي في صناعة العديد من الأبطال في السباحة على مستوى الدولة، تم اختياره عضوا عاملا في اتحاد السباحة بالدولة، ليكون النادي النسوي الأول والوحيد في هذا المجال. ويستضيف النادي المسابقات الرياضية الخاصة بالفتيات بكل أشكالها، إضافة إلى وجود أقسام خاصة بالنادي للتدريب كالباليه والإيروبك والكاراتيه والألعاب الرياضية الأخرى. بالأضافة إلى تنظيم واستضاف العديد من البطولات الرياضية المحلية والإقليمية والعربية والدولية للجنسين من أهمها:
- بطولة الدرجات العربية للرجال.
- نهائي البطولة العالمية الأولى للإعلاميين في كرة القدم.

فضلا عن العديد من الدورات الرمضانية لكرة القدم والمارثوانات والرياضات الأخرى.

### مجال العلم والتعليم
نظرا لإيمانها الراسخ بأن العلم والتعليم هما اللبنة الأولى لبناء الفرد القادر على مجابهة تحديات العصر، قامت بإنشاء مدرسة (منتسوري) المتميزة عالميا بمنهجها الفريد في التعليم والتعلم. كما يتولى نادي الفتيات إقامة مهرجان الطفولة السنوي تحت شعار متغير كل عام يهدف من خلاله تشجيع الطفل في إبراز مواهبه الإبداعية وتوعية النشئ على التربية القومية العربية السليمة. وتبنت مسابقات كأس العلم لمدارس البنين والبنات على حد سواء، وأنشأت هيئة تفعيل التاريخ والتراث الوطني، والتي من بين أهدافها إعادة كتابة التاريخ الصحيح بعيدا عن الأهواء والمصالح والمغالطات ليكون شاهدا حقيقيا على الأحداث التي مرت بها الأمة، بالإضافة إلى اهتمام الهيئة بإحياء التراث والمحافظة عليه حتى تستلهم الأجيال القادمة منه تجارب الآباء والأجداد. كما أنشأت مؤسسة الشيخ خالد للإبداع والتميز- التي تراس مجلس أمانتها- والتي من بين أهدافها رعاية النابهين في شتى مجالات العلوم والثقافة والآداب لتكون الجائزة الأولى من نوعها في دولة الإمارات والتي تلتها بعد ذلك العديد من الجوائز في إمارات أخرى. وسرعان ما توسعت أهداف المؤسسة لتشمل العديد من الجوانب الاجتماعية والمؤسسات الحكومية والخدمية والخاصة، بالإضافة للأسرة المتميزة وذوي الاحتياجات الخاصة والخدمات الإليكترونية كالمواقع مثلا، وهكذا أصبحت المؤسسة حاضنة لجوائز عدة تحت ذلك المسمى.

### في مجال الفنون والآداب
ترعى العديد من المهرجانات الثقافية والمسرحية والفنية، مثل استضافة بعض الفرق العالمية، لعرض أعمالها الفنية والثقافية من خلال الفن التشكيلي أو الغنائي أو المسرح الراقص كفرق الباليه الروسية وفرقة الأوبرا الإيطالية وغيرها، كما عرضت على خشبة مسرح نادي الفتيات العديد من المسرحيات الاجتماعية والوطنية، من ضمنها المسرحيات التي قامت بتأليفها الشاعرة كملحمة عين اليقين والأخطبوط، وبالنسبة لمسرح الطفل عرضت لها مسرحيات عديدة لعل أهمها «أنهار الخيال» و«لا لحداثة الغذاء» و«مجاهيل لكن عظماء» و«طهر ونقاء» والتي تنصب حول التصدي للعولمة الهدامة، ومكافحة التغريب، وإلهاب الحماس القومي والوطني، إضافة لتشجيع الطفل على التخيل والإبداع والتميز.

## النتاج الأدبي
1. أحجار الشغوار.
2. عرائش القطاف.
3. سنابل السماء.
4. ضفائر الوقت الحزون.
5. أنا يا..أنا.
6. نبطيات.

| العنوان          | اللغة   | الناشر             | السنة   | عدد الصفحات | الترقيم الدولي       | المصدر                      |
| ---------------- | ------- | ------------------ | ------- | ----------- | -------------------- | --------------------------- |
| حي البنفسج       | العربية | دار الفارابي       | 2015    | 144         | (ردمك 9786144324516) | [ 9 ] [ 10 ] [ 11 ]         |
| سوناتات إنانا    | العربية | دار الفارابي       | 2010    | 111         | (ردمك 9789953715438) | [ 12 ] [ 13 ] [ 14 ]        |
| الأخطبوط         | العربية | شمس للنشر والأعلام | 2008    | 84          | (ردمك 9789776284074) | [ 15 ] [ 16 ] [ 17 ]        |
| موائد الحنين     | العربية | شمس للنشر والأعلام | 2008    | 216         | (ردمك 9789776284067) | [ 18 ] [ 19 ] [ 20 ] [ 21 ] |
| عين اليقين       | العربية | شمس للنشر والأعلام | 2008    | 144         | (ردمك 9789776284050) | [ 22 ] [ 23 ] [ 24 ]        |
| ألم المسيح ردائي | العربية | شمس للنشر والتوزيع | 2008    | 169         | (ردمك 9789776284043) | [ 25 ] [ 26 ] [ 27 ]        |
| أي ظل يتبعني     | العربية | دار نينوى          | 2007    | 112         | لا يوجد              | [ 28 ] [ 29 ]               |
| مسرحيات للطفل    | العربية | لا يوجد            | لا يوجد | 68          | لا يوجد              | [ 30 ]                      |
| جموح الروح       | العربية | لا يوجد            | لا يوجد | 69          | لا يوجد              | [ 31 ]                      |
| تراتيل أنثى      | العربية | لا يوجد            | لا يوجد | 43          | لا يوجد              | [ 32 ]                      |
| الأملودان        | العربية | لا يوجد            | لا يوجد | 58          | لا يوجد              | [ 33 ]                      |
| هتون الوجد       | العربية | لا يوجد            | لا يوجد | 76          | لا يوجد              | [ 34 ]                      |

## الجمعيات والاتحادات المشاركة بها
- عضوة في حركة شعراء العالم.
- عضوة في اتحاد الأدباء العرب.
- عضوة في اتحاد أدباء النت العرب.
- عضوة في اتحاد المدونين العرب.[35]